# فوتيوس كاتسيكاريس
فوتيوس كاتسيكاريس (باليونانية: Φώτης Κατσικάρης)‏ مواليد 16 مايو 1967 في كوريذالوس، اليونان، هو مدرب كرة سلة يوناني ولاعب معتزل. بدأ مسيرته الاحترافية في سنة 1982. يدرب سي بي مورسيا. يبلغ طوله 6 قدم 0 بوصة (1.8 م). اعتزل اللعب في 1998. لعب مع نادي سبورتينغ لكرة السلة ونادي إيه إي كي لكرة السلة.

## روابط خارجية
- فوتيوس كاتسيكاريس على موقع سبورتس رفرنس (الإنجليزية)
- فوتيوس كاتسيكاريس على موقع الدوري الإسباني لكرة السلة (الإسبانية)